# دریاچه ناصر
دریاچهٔ ناصر (به عربی: بحیرة ناصر) دریاچهٔ پشت سد اسوان است که بر رود نیل در جنوب مصر و شمال سودان واقع شده‌است. نام این دریاچه برگرفته از نام جمال عبدالناصر رئیس‌جمهور اسبق مصر می‌باشد.
این دریاچه سد که در سال ۱۹۷۱ میلادی در اثر آبگیری سد اسوان پدید آمد؛ هم‌اکنون از نظر ظرفیت آب در رتبه ششم فهرست بزرگترین دریاچه سدهای جهان قرار دارد.

## سراسرنما

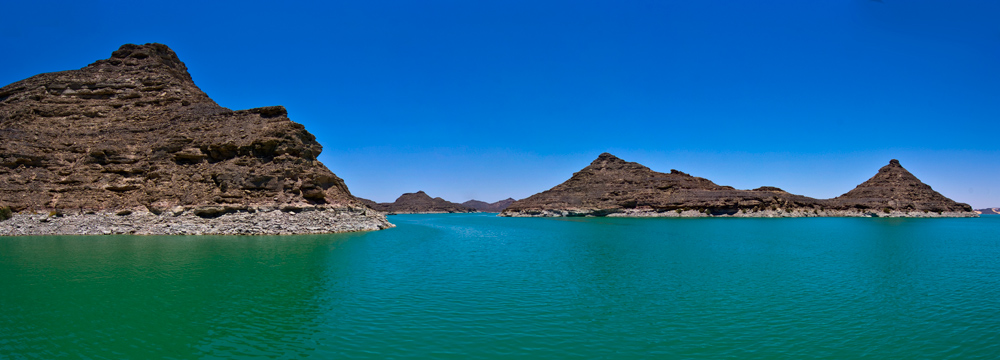